# Celyphus punctifer
Celyphus punctifer är en tvåvingeart som beskrevs av Friedrich Georg Hendel 1914. Celyphus punctifer ingår i släktet Celyphus och familjen Celyphidae.
Artens utbredningsområde är Taiwan. Inga underarter finns listade i Catalogue of Life.